# Poggio Evangelista
Il Poggio Evangelista è un'altura nel comune di Latera in provincia di Viterbo confinante con la provincia di Grosseto (loc. Casone, Pitigliano).
La vetta, a 663 m.s.l.m. È una delle più alte dei monti Volsini.